# 团队效率

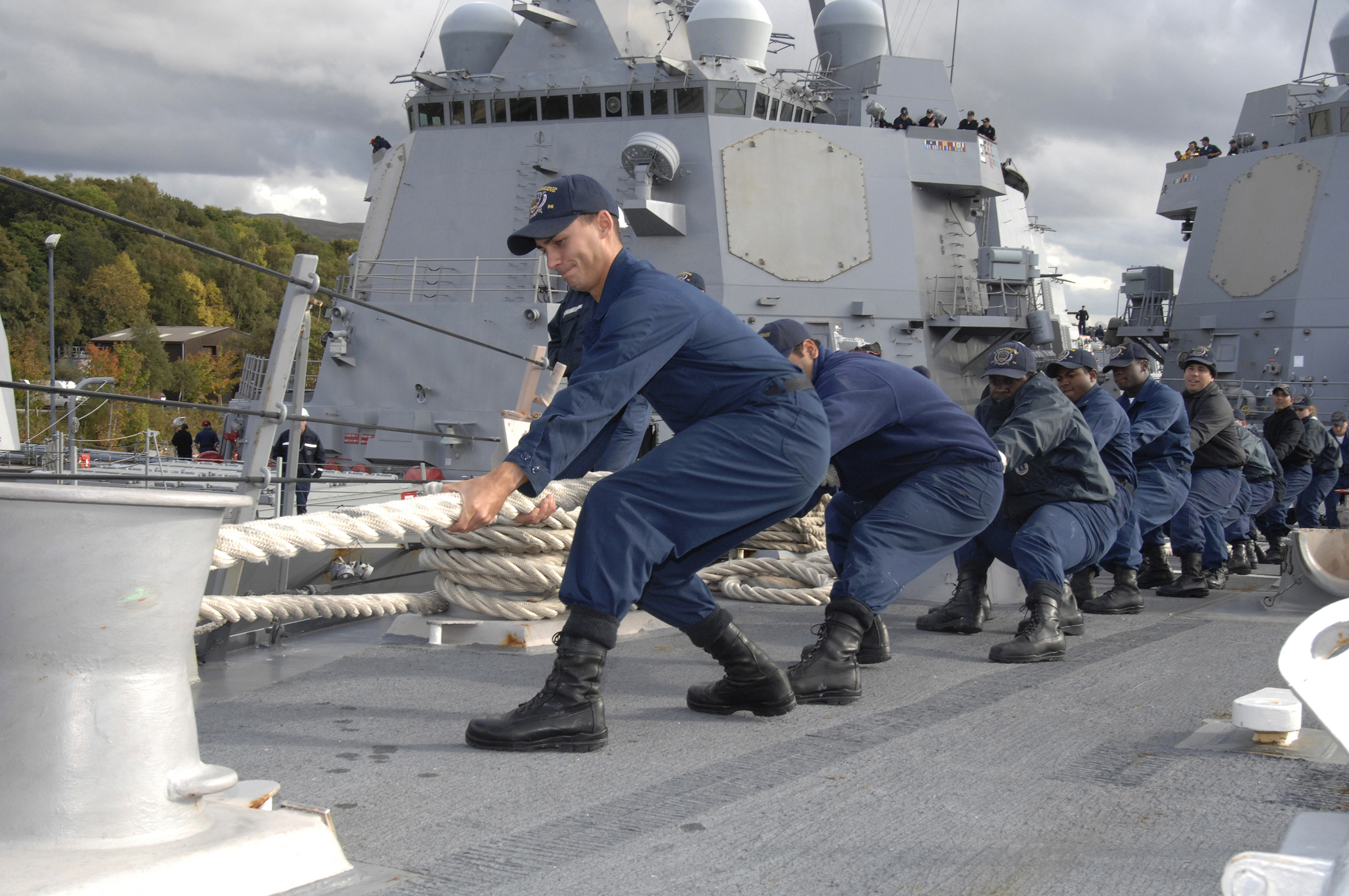
美国海军船员有效地拖进系泊线(2010)

团队效率，亦称团队效能。指团队必须达到由获授权人员或组织所执行的目标或目标的能力。 团队是一群相互依存于任务、对结果负有共同责任并把自己视为嵌入在该体系既定边界运行的制度或组织体系中的单元的个体。团队和小组在与他们的有效性(即团队凝聚力，团队合作)相关的过程和研究范围内建立了同义关系，同时仍然保持他们作为两个独立单位的独立性，因为团队和他们的成员独立于彼此的角色，技能，知识或目的相对于团队及其成员，团队及其成员依赖于彼此的角色、技能、知识和目的。
六个不同的团队效率模型，包括鲁宾，普罗夫尼克和弗莱的GRPI模型，凯岑巴赫和史密斯模型， T7模型，拉法斯托和拉森模型，哈克曼模型，和伦乔尼模型。

## 概述

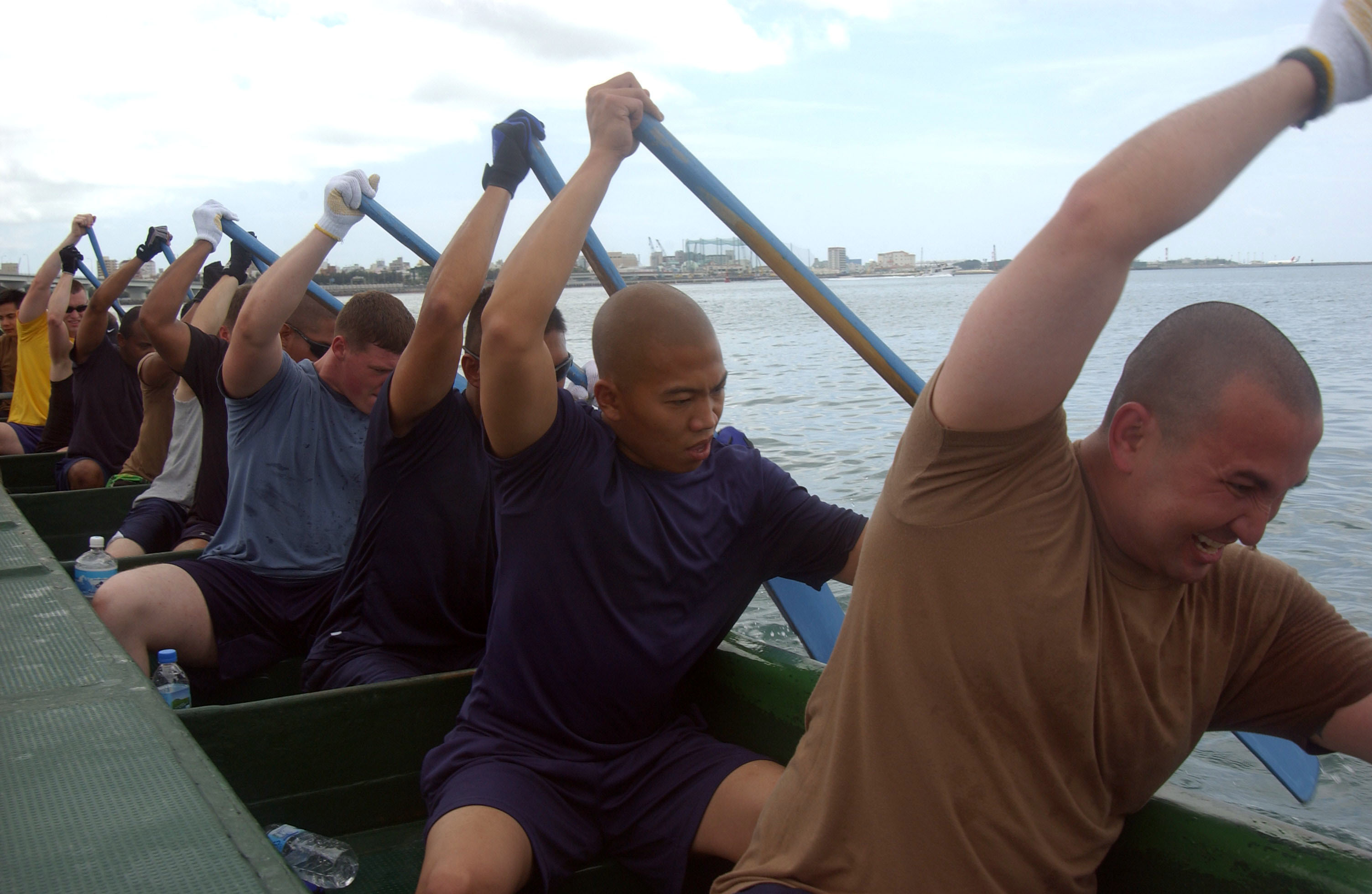
美国海军支腿划桨队具有凝聚力，效率和无群体冲突的划船比赛（2007年）

对团队效率的评估，是通过各种各样的研究和理论的帮助来实现的，这些研究和理论有助于创建团队效率的多层面本质的描述。根据哈克曼（1987）的研究，可以根据以下三个标准来定义团队效力：
1. 产出：团队产生的最终产出必须达到或超过组织内主要成员设定的标准
2. 社交过程：与团队互动时运作的内部社交过程应增强，或者至少保持团队在未来共同工作的能力
3. 学习：在团队环境中工作的经验应该满足而不是恶化团队成员的个人需求[11]

为了对这些标准进行适当的评估，需要对团队的效率进行评估，这既包括对团队最终任务绩效的衡量，也包括评估团队内部过程的标准。三种主要的团队过程结构是团队冲突，团队凝聚力和团队效能。团队内部冲突是一个团队所经历的过程和组成单位的有效性的一个组成部分。以往的研究将群体内冲突的两个组成部分区分开来:
- 关系冲突：这是团队成员之间的人际不兼容性，例如烦恼和敌意。
- 任务冲突：当成员对与任务完成相关的特定方面表达出不同的想法和意见时，就会发生这种情况。

团队凝聚力被视为“协作性小组互动或过程的总体指标”。 此外，凝聚力已与团队任务期间的更高协调度以及提高满意度，生产力和团队互动联系在一起。 团队效率是指团队成员对特定任务的团队能力的感知。这种结构被认为在团队中创造了一种自信感，使团队在面临困难时能够坚持下去。 根据哈克曼(2002)的说法，还存在5种研究表明能够优化团队效率的条件:
1. 真正的团队——长期保持团队成员的稳定性
2. 引人注目的方向——一个依赖于最终目标的明确目的
3. 有利的结构——动态组必须产生好的，而不是坏的
4. 社会支持——团队必须有一个适当协作的系统
5. 教练——教练给予帮助的机会[16]

亚里士多德项目是谷歌公司发起的一个多年的项目，旨在定义工作场所中理想团队的特征，该项目也发现了一些类似的团队效率条件。他们发现，到目前为止，最重要的因素是心理安全。 其他影响工作效率的关键因素包括可靠性、结构和清晰性、个人意义，以及每个团队成员感觉自己有影响力

## 工作团队
工作团队（也称为生产和服务团队）是负责生产商品或为组织提供服务的连续工作单位。 他们的成员通常是稳定的，通常是全职的，并且定义明确。 传统上，这些团队由主管指导，他们负责完成工作，完成工作的人以及执行工作的方式。 工作团队可有效地用于制造行业，例如采矿和服装，以及基于服务的行业，例如利用审计团队的会计部门。

## 自我管理的工作团队
自我管理的工作团队（也称为自治工作组）允许其成员在工作中做出更大的贡献，并为组织带来巨大的竞争优势。 这些工作团队确定他们将如何完成任务规定的目标，并决定他们将采取何种方式完成当前任务。 自我管理的工作团队被赋予计划、调度、组织、指导、控制和评估自己工作过程的责任。他们也选择自己的成员，并评估成员的表现。 自我管理的工作团队比传统管理的团队更有效率，因为他们能够提高生产力、成本、客户服务、质量和安全。 但是，自我管理的工作团队并不总是能取得积极的成果。 这些团队的启动成本可能很高，有可能发生很大的冲突，并且通常难以控制进度。 上世纪90年代，李维斯公司(Levi Strauss & Co.)转向自我管理的工作团队，这让技术熟练、效率高的员工与速度较慢的员工产生了对立，因为速度较快的员工觉得后者对团队的贡献不够大。

## 平行团队

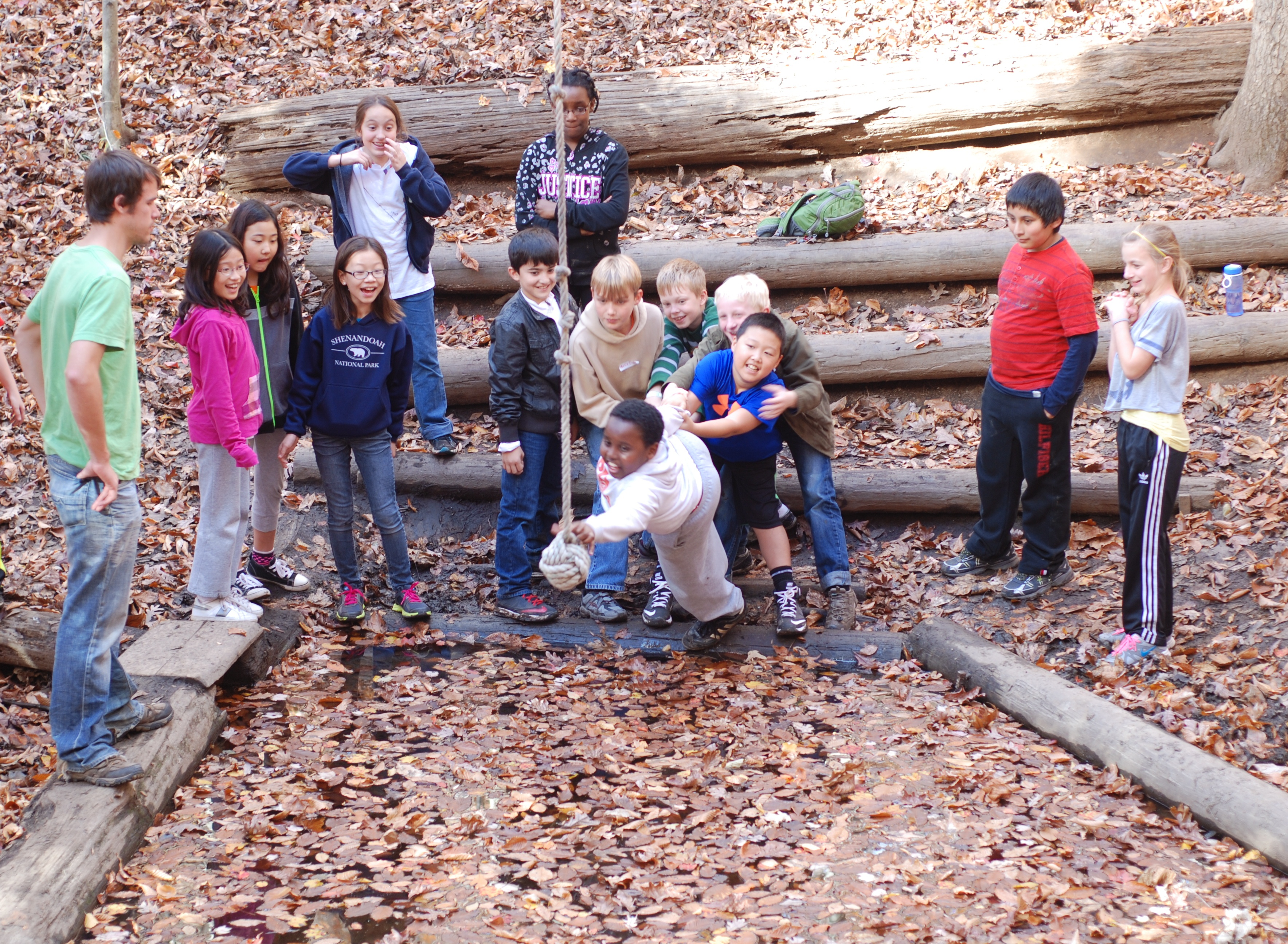
平行团队解决问题(2013年)

平行团队(也被称为建议和参与团队)将来自不同工作单位或工作的人聚集在一起，执行常规组织无法完成的职能。这些团队被赋予有限的权力，只能向组织层次更高的个人提出建议。 并行团队用于解决需要修改或改进的问题和活动。  平行团队的例子有质量圈，任务小组，质量改进小组，员工参与小组。平行团队的有效性通过他们在整个组织中的持续使用和扩展得到证明，因为他们有能力提高质量和增加员工参与。

## 项目团队
项目团队(也称为开发团队)为组织或机构一次性或有限地生产新产品和服务，新产品或服务的版权将属于该产品或服务完成后的机构。这些团队的任务可能不同于仅仅改进当前的项目、概念或计划，也可能是创建一个几乎没有限制的全新项目。项目团队依赖于他们的成员在许多学科和功能方面的知识和精通，因为这使他们能够有效地完成任务。 一旦项目完成，团队要么解散，被单独转移到其他特殊职能部门，要么转移到他们作为一个团队能够完成或发展的其他项目和任务。项目团队的一个常见例子是跨职能团队。  项目团队的效率与他们创建和开发新产品和服务的速度有关，从而减少了在单个项目上花费的时间。

## 管理团队
管理团队(也称为行动和谈判团队)负责协调和指导一个机构或组织内的一个部门在各种分配的项目，职能，操作和/或战略任务和计划。 管理团队负责他们所监督的部门在日常运营、任务分配和员工监督方面的总体表现。 这些团队的权限取决于公司或机构组织结构图中成员的位置。这些管理团队由来自不同部门的经理组成（例如，营销副总裁，运营副总监）. 管理团队的一个例子是执行管理团队，它由组织层次结构中最高层的成员组成，例如首席执行官，董事会，受托人董事会等，这些成员制定公司将承担的战略计划。 长期（约3-5年）。 管理团队通过运用专业知识来帮助公司适应当前的全球经济形势，从而发挥了有效的作用，这有助于他们与各自市场中的竞争对手竞争，制定独特的计划，使他们与竞争对手区分开来，并赋予员工权力 对组织或机构的成功负责。

## 另请参阅
- 公平理论
- 团体行为
- 团体冲突
- 团体动力学
- 产业和组织心理学
- 工业社会学
- 管理
- 组织行为
- 项目管理
- 科学的管理
- 杀菌剂
- 团队建设
- 团队组成
- 工作动机